# U-3008
U-3008 – niemiecki okręt podwodny typu XXI z czasów II wojny światowej. Okręt wszedł do służby w 1944 roku, po wojnie został zaś przejęty przez Stany Zjednoczone. Jeden z 8 okrętów tego typu, które przetrwały wojnę. Zamówienie na budowę okrętu zostało złożone w stoczni AG Weser w Bremie. Rozpoczęcie budowy okrętu miało miejsce 2 lipca 1944. Wodowanie nastąpiło 14 września 1944 roku, przekazanie do służby zaś 19 października. Dowódcami byli kolejno: Kptlt. Fokko Schlömer, (od marca 1945) Kptlt. Helmut Manseck. U-Boot prowadził działalność szkoleniową w 4. Flotylli, od 1 kwietnia służył w 11. Flotylli jako okręt operacyjny. 3 maja 1945 roku rozpoczął patrol bojowy, zakończony już po kapitulacji III Rzeszy. Poddany 21 maja w Kilonii, 21 czerwca został przebazowany z Wilhelmshaven do Loch Ryan w Szkocji. W sierpniu 1945 roku został przekazany marynarce amerykańskiej w której został przemianowany na USS U-3008 i służył do celów testowych. Wycofany ze służby w lipcu 1948 roku, sprzedany na złom w 1955 roku.